# Бел, Маттиас
Маттиас Бел (нем. Matthias Bel; венг. Bél Mátyás; словац. Matej Bel; лат. Matthias Belius; 22 марта 1684 или 24 марта 1684, Очова, Зволен — 29 августа 1749[…], Братислава) — лютеранский пастор и эрудит Королевства Венгрии. Он также известен как Великий герой Венгрии (Magnum decus Hungariae). Бел так описал себя в «lingua Slavus, natione Hungarus, eruditione Germanus» («по языку славянский, по национальности — венгерский, по эрудиции — немец»).

## Биография
Маттиас Бел родился в Очове (Ocsova), Королевство Венгрия (ныне Очова, Словакия).
По мнению некоторых словацких источников, он считал себя этническим словаком, хотя Бел назвал себя «Славянином по языку, по национальности — венгром, по эрудиции — немцем». В 1710 году он женился на этнической немке из Венгрии Сусанне Герман. У них в семье было восемь детей.
Бел посещал школы в Лученце (Losonc), Калиново (Kálnó) и Долна Strehová (Alsósztregova), затем учился в гимназии в Банской Быстрице (Besztercebánya), в Пресбурге (ныне Братислава), некоторое время в Веспреме и в Кальвинистском колледже города Папа. С 1704 по 1706 год он изучал теологию, философию и медицину в университете Галле и был назначен настоятелем в школе Klosterbergen возле Магдебурга. Позже, вернувшись в королевство Венгрии, стал помощником ректора и впоследствии ректором лютеранской гимназии в Банской Быстрице, где был одновременно и пастором. С 1714 по 1719 год был настоятелем лютеранской гимназии, затем пастором немецкой лютеранской церкви в Пресбурге.
Бел умер 29 августа 1749 года. Похоронен в Пресбурге.

## Избранные труды
Бел говорил на словацком, венгерском и немецком языках, но его произведения были опубликованы в основном на латинском.
Бэл при жизни никогда не печатался на словацком языке, первая попытка кодификации письменной формы словацкого языка была проведена только в 1787 году, уже после его смерти. Внутри страны, словацкие протестанты пользовались в то время так называемым библейским чешским языком, на нём был сделан перевод Библии, известный как Кралицкая Библия.
Одним из известных произведений Бела является Institutiones linguae Germanicae (правила немецкой грамматики), написанное на латыни для венгров. Издание грамматики вышло в Галле в 1730 году для венгерских студентов, обучавшихся в Германии. Он также написал популярную книгу «Der ungarische Sprachmeister» («Учитель венгерского языка»), венгерскую грамматику для немцев.

## Наследие
Бел работал в области педагогики, философии, филологии, истории и теоретического богословия; он был основателем венгерской географической науки, основателем описательной этнографии и экономики. Будучи ведущей фигурой в пиетизме, Бел писал духовные произведения на лютеранском богослужебном языке.
Как учитель, Бел писал книги для уроков по естествознанию, в которых подчеркивал необходимость использования наглядных пособий. Его методы обучения имели большое влияние на совершенствование системы образования в Венгрии.
Как филолог, Бел был первым, кто изучал венгерские руны, внес вклад в развитие венгерского литературного языка, написал венгерскую, латинскую и немецкую грамматики.

## Почётные звания и награды
Труды Бела пользовались признанием и уважением за пределами Королевства: он был членом ряда зарубежных научных обществ — прусской Королевской Академии в (Берлине), Королевского общества в Лондоне.
Маттиас Бел был возведен в дворянское достоинство императором Священной Римской империи Карлом VI, получил золотой медальон с его (Бела) собственным портретом от папы римского Климента XII.
Университет Матея Бела в Банска-Бистрице носит его имя.

## Основные работы
- Forma sacrorum verborum (Halle, 1707)
- Compendium (1713)
- Invitatio ad symbola conferenda dum historia linguae hungaricae libri II…edere parat… (Berolini, 1713)
- Grammatica Latina (Leutschoviae, 1717)
- Rhetorices veteris et novae praecepta (Lipsiae, 1717)
- Institutiones linguac germanicae et slavicae in Hungaria ortu (Leutschoviae, 1718)
- De vetera literatura hunnoscythica exercitatio (Lipsiae, 1718)
- Christophori Cellarii latinitatis probatae et exercitae liber memorialis naturali ordine dispositus (Norimbergae, 1719)
- Flos medicinae scholae Salernitanae (Posonii, 1721)
- Hungariae antiquae et novae prodromus (Norinbergae, 1723)
- Preces christianae (Lipsiae, 1728)
- Die Gatt suchende Seele (1729)
- Der ungarische Sprachmeister. (Pressburg, 1729)
- Adparatus ad historiam Hungariae. Decades II. (Posonii, 1735—1746)
- Notitia Hungariae novae historico-geographica. Partis I. Tom. I—IV. Partis II. Tom. V. Viennae, (1735—1742)
- Compendium Hungariae geographicum (Posonii, 1753)
- Kurze und zuverlässige Nachricht von dem Zustande der protestantischen Kirche in Ungarn
- Compendiolum regnorum Slavoniae, Croatiae, Dalmatiae, Gallicae et Lodomeriae. Posonii et Cassoviae (1777)
- Miscellanea Berolinensia (1734)